# Indiana Jones (franchise)
Ne doit pas être confondu avec Indiana Jones.
 Pour plus de détails, voir Fiche technique et Distribution
Indiana Jones est une série cinématographique et télévisuelle américaine créée par George Lucas et mettant en scène le Dr Henry Walton « Indiana » Jones Jr., un professeur d'archéologie. La série est constituée de cinq films : Les Aventuriers de l'arche perdue (1981), Le Temple maudit (1984), La Dernière Croisade (1989), Le Royaume du crâne de cristal (2008) et Le Cadran de la destinée (2023). Une série télévisée, Les Aventures du jeune Indiana Jones (1992-1996), a également été produite.
Les quatre premiers opus sont réalisés par Steven Spielberg et produits par George Lucas qui a également rédigé l'histoire de chaque film en question ainsi que supervisé la série télévisée. Le cinquième volet est réalisé et coécrit par James Mangold.
Harrison Ford est le principal interprète du personnage. Des bandes dessinées, des romans et des jeux vidéo tirés des films sont diffusés.

## Films

### Fiche technique
Sauf indication contraire, les informations mentionnées dans cette section peuvent être confirmées par la base de données cinématographiques IMDb,  présente dans la section « Liens externes ».
|                                                           | Films                                    | Films                                        | Films                                                  | Films                                              | Films                                 |
| Indiana Jones et les Aventuriers de l'arche perdue (1981) | Indiana Jones et le Temple maudit (1984) | Indiana Jones et la Dernière Croisade (1989) | Indiana Jones et le Royaume du crâne de cristal (2008) | Indiana Jones et le Cadran de la destinée (2023)   |                                       |
| --------------------------------------------------------- | ---------------------------------------- | -------------------------------------------- | ------------------------------------------------------ | -------------------------------------------------- | ------------------------------------- |
| Titre original                                            | Raiders of the Lost Ark                  | Indiana Jones and the Temple of Doom         | Indiana Jones and the Last Crusade                     | Indiana Jones and the Kingdom of the Crystal Skull | Indiana Jones and the Dial of Destiny |
| Réalisation                                               | Steven Spielberg                         | Steven Spielberg                             | Steven Spielberg                                       | Steven Spielberg                                   | James Mangold                         |
| Scénario                                                  | Lawrence Kasdan                          | Willard Huyck                                | Jeffrey Boam                                           | David Koepp                                        | Jez Butterworth                       |
| Scénario                                                  | Philip Kaufman                           | Gloria Katz                                  | Menno Meyjes                                           | Jeff Nathanson                                     | John-Henry Butterworth                |
| Scénario                                                  | George Lucas                             | George Lucas                                 | George Lucas                                           | George Lucas                                       | James Mangold                         |
| Photographie                                              | Douglas Slocombe                         | Douglas Slocombe                             | Douglas Slocombe                                       | Janusz Kaminski                                    | Phedon Papamichael                    |
| Montage                                                   | Michael Kahn                             | Michael Kahn                                 | Michael Kahn                                           | Michael Kahn                                       |                                       |
| Musique                                                   | John Williams                            | John Williams                                | John Williams                                          | John Williams                                      | John Williams                         |
| Production                                                | Howard Kazanjian                         |                                              | Arthur Repola                                          | Kristie Macosko Krieger                            | Steven Spielberg (délégué)            |
| Production                                                |                                          | Kathleen Kennedy                             |                                                        | Kathleen Kennedy                                   | Kathleen Kennedy                      |
| Production                                                | George Lucas                             | George Lucas                                 | George Lucas                                           | George Lucas                                       | Simon Emanuel                         |
| Production                                                | Frank Marshall                           |                                              |                                                        |                                                    |                                       |
| Production                                                | Robert Watts                             | Robert Watts                                 | Robert Watts                                           | Denis Stewart                                      |                                       |
| Sociétés de production                                    | Lucasfilm Ltd.                           | Lucasfilm Ltd.                               | Lucasfilm Ltd.                                         | Lucasfilm Ltd.                                     | Lucasfilm Ltd.                        |
| Sociétés de production                                    | Paramount Pictures                       | Paramount Pictures                           | Paramount Pictures                                     | Paramount Pictures                                 | Amblin Entertainment                  |
| Sociétés de distribution                                  | Paramount Pictures                       | Paramount Pictures                           | Paramount Pictures                                     | Paramount Pictures                                 | Walt Disney Studios Motion Pictures   |
| Budget                                                    | 18 000 000 $                             | 28 000 000 $                                 | 48 000 000 $                                           | 185 000 000 $                                      | 295 000 000 $                         |
| Durée                                                     | 115 minutes                              | 118 minutes                                  | 127 minutes                                            | 122 minutes                                        | 154 minutes                           |
| Dates de sortie États-Unis                                | 12 juin 1981                             | 23 mai 1984                                  | 24 mai 1989                                            | 22 mai 2008                                        | 30 juin 2023                          |
| Dates de sortie France                                    | 16 septembre 1981                        | 12 septembre 1984                            | 18 octobre 1989                                        | 21 mai 2008                                        | 28 juin 2023                          |

### Distribution et personnages
Sauf indication contraire, les informations mentionnées dans cette section peuvent être confirmées par la base de données cinématographiques IMDb,  présente dans la section « Liens externes ».
| Personnages                      | Films                                                     | Films                                    | Films                                        | Films                                                  | Films                                            |
| Personnages                      | Indiana Jones et les Aventuriers de l'arche perdue (1981) | Indiana Jones et le Temple maudit (1984) | Indiana Jones et la Dernière Croisade (1989) | Indiana Jones et le Royaume du crâne de cristal (2008) | Indiana Jones et le Cadran de la destinée (2023) |
| -------------------------------- | --------------------------------------------------------- | ---------------------------------------- | -------------------------------------------- | ------------------------------------------------------ | ------------------------------------------------ |
| Dr. Henry « Indiana » Jones, Jr. | Harrison Ford                                             | Harrison Ford                            | Harrison Ford River Phoenix (jeune)          | Harrison Ford                                          | Harrison Ford                                    |
| Marcus Brody                     | Denholm Elliott                                           |                                          | Denholm Elliott                              |                                                        |                                                  |
| Sallah                           | John Rhys-Davies                                          |                                          | John Rhys-Davies                             |                                                        | John Rhys-Davies                                 |
| Marion Ravenwood                 | Karen Allen                                               |                                          |                                              | Karen Allen                                            | Karen Allen                                      |
| René Belloq                      | Paul Freeman                                              |                                          |                                              |                                                        |                                                  |
| Toht                             | Ronald Lacey                                              |                                          |                                              |                                                        |                                                  |
| Colonel Dietrich                 | Wolf Kahler                                               |                                          |                                              |                                                        |                                                  |
| Willie Scott                     |                                                           | Kate Capshaw                             |                                              |                                                        |                                                  |
| Demi-Lune                        |                                                           | Jonathan Ke Quan                         |                                              |                                                        |                                                  |
| Mola Ram                         |                                                           | Amrish Puri                              |                                              |                                                        |                                                  |
| Henry Jones, Sr.                 |                                                           |                                          | Sean Connery Alex Hyde-White (jeune)         |                                                        |                                                  |
| Walter Donovan                   |                                                           |                                          | Julian Glover                                |                                                        |                                                  |
| Elsa Schneider                   |                                                           |                                          | Alison Doody                                 |                                                        |                                                  |
| Colonel Vogel                    |                                                           |                                          | Michael Byrne                                |                                                        |                                                  |
| Kazim                            |                                                           |                                          | Kevork Malikyan                              |                                                        |                                                  |
| George « Mac » MacHale           |                                                           |                                          |                                              | Ray Winstone                                           |                                                  |
| Irina Spalko                     |                                                           |                                          |                                              | Cate Blanchett                                         |                                                  |
| Henry "Mutt" Jones III           |                                                           |                                          |                                              | Shia LaBeouf                                           |                                                  |
| Harold Oxley                     |                                                           |                                          |                                              | John Hurt                                              |                                                  |
| Colonel Dovchenko                |                                                           |                                          |                                              | Igor Jijikine                                          |                                                  |
| Charles Stanforth                |                                                           |                                          |                                              | Jim Broadbent                                          |                                                  |
| Helena                           |                                                           |                                          |                                              |                                                        | Phoebe Waller-Bridge                             |
| Jürgen Voller                    |                                                           |                                          |                                              |                                                        | Mads Mikkelsen                                   |
| Renaldo                          |                                                           |                                          |                                              |                                                        | Antonio Banderas                                 |

## Accueil

### Critique
| Film                                            | Rotten Tomatoes      | Metacritic            |
| ----------------------------------------------- | -------------------- | --------------------- |
| Les Aventuriers de l'arche perdue               | 94 % (154 critiques) | 86/100 (17 critiques) |
| Indiana Jones et le Temple maudit               | 77 % (137 critiques) | 57/100 (14 critiques) |
| Indiana Jones et la Dernière Croisade           | 84 % (136 critiques) | 65/100 (14 critiques) |
| Indiana Jones et le Royaume du crâne de cristal | 77 % (307 critiques) | 65/100 (40 critiques) |
| Indiana Jones et le Cadran de la destinée       | 70 % (432 critiques) | 58/100 (65 critiques) |

### Box office

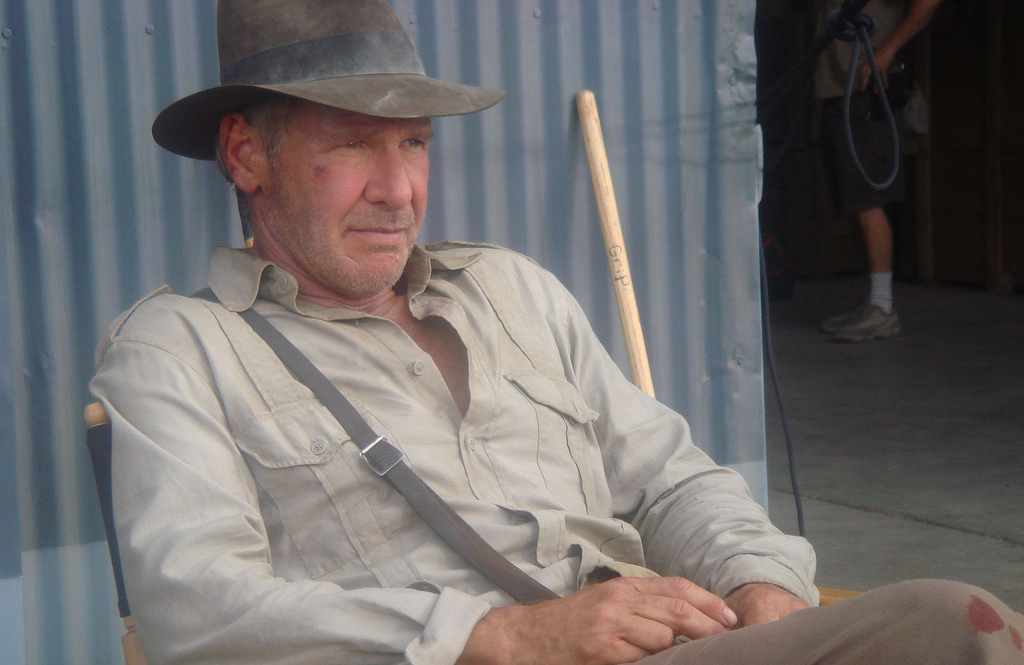
Harrison Ford dans le rôle de Indiana Jones.

| Film                                               | Année | Recettes au box-office | Recettes au box-office | Recettes au box-office | Nombre d'entrées   |
| Film                                               | Année | États-Unis Canada      | Reste du monde         | Monde                  | France             |
| -------------------------------------------------- | ----- | ---------------------- | ---------------------- | ---------------------- | ------------------ |
| Indiana Jones et les Aventuriers de l'arche perdue | 1981  | 248 159 971 $          | 141 766 000 $          | 389 925 971 $          | 6 397 117          |
| Indiana Jones et le Temple maudit                  | 1984  | 179 870 271 $          | 153 237 000 $          | 333 107 271 $          | 5 683 254          |
| Indiana Jones et la Dernière Croisade              | 1989  | 197 171 806 $          | 277 000 000 $          | 474 171 806 $          | 6 249 271          |
| Indiana Jones et le Royaume du crâne de cristal    | 2008  | 317 101 119 $          | 469 534 914 $          | 786 636 033 $          | 4 199 771          |
| Indiana Jones et le Cadran de la destinée          | 2023  | 174 480 468 $          | 209 482 589 $          | 383 963 057 $          | 2 940 904          |
| Total                                              | Total | 1 116 783 635 $        | 1 251 020 503 $        | 2 367 804 138 $        | 25 470 317 entrées |

## Télévision
La série télévisée Les Aventures du jeune Indiana Jones (The Young Indiana Jones Chronicles) (1992-1993) suit la vie d'Indiana Jones au fil des années. Il est incarné par Corey Carrier (8-10 ans), Sean Patrick Flanery (16-21 ans), Harrison Ford (50 ans) et George Hall (93 ans).

## Jeux vidéo
Adaptations
- 1982 : Raiders of the Lost Ark
- 1985 : Indiana Jones and the Temple of Doom
- 1989 : Indiana Jones et la Dernière Croisade
- 1989 : Indiana Jones and the Last Crusade: The Action Game
- 1994 : Indiana Jones' Greatest Adventures
- 2008 : Lego Indiana Jones : La Trilogie originale (Lego Indiana Jones: The Original Adventures)
- 2009 : Lego Indiana Jones 2 : L'aventure continue (Lego Indiana Jones 2: The Adventure Continues)
- 2022 : Pinball FX: Indiana Jones: The Pinball Adventure[22]

Jeux originaux
- 1992 : Indiana Jones et le Mystère de l'Atlantide (Indiana Jones and the Fate of Atlantis)
- 1999 : Indiana Jones et la Machine infernale : (Indiana Jones and the Infernal Machine)
- 2003 : Indiana Jones et le Tombeau de l'empereur (Indiana Jones and the Emperor's Tomb)
- 2009 : Indiana Jones et le Sceptre des rois (Indiana Jones and the Staff of Kings)
- 2024 : Indiana Jones et le Cercle ancien (Indiana Jones and the Great Circle)